# کاردانی
کاردانی یا فوق دیپلم (به انگلیسی: associate degree) به دوره‌ای از آموزش عالی گفته می‌شود، که پیش‌نیاز آن، دیپلم متوسطه یا مدرک پیش‌دانشگاهی است. به کسی که این دوره را با موفقیت به پایان برساند، مدرک کاردانی اعطا می‌شود، تعداد واحدهای درسی دوره کاردانی بر حسب رشته، حداقل ۷۲ و حداکثر ۹۵ واحد، و طول دوره دو الی سه سال است. بر اساس مقررات آموزشی، سقف مجاز تحصیل این دوره سه سال و نیم تعیین شده‌است.

## ایران

### کاردانی پیوسته
فارغ التحصیلان هنرستان‌های «فنی و حرفه‌ای» یا «کار و دانش» برای شروع به تحصیل در دوره کاردانی، ملزم به ارائه مدرک دیپلم و شرکت در آزمون کاردانی پیوسته در رشته تحصیلی مربوط به دیپلم هستند و فقط می‌توانند در رشته تحصیلی که دیپلم گرفتند در رشته کاردانی ادامه تحصیل دهند. دانشکده‌های فنی و حرفه‌ای، دانشگاه فنی و حرفه‌ای و همچنین سازمان سما (دانشگاه آزاد اسلامی) که بدون کنکور سراسری دانشجو می‌پذیرد یکی از برگزارکنندگان اصلی این دوره‌ها می‌باشند.

### کاردانی ناپیوسته
فارغ‌التحصیلان پیش‌دانشگاهی برای شروع به تحصیل در دوره کاردانی ملزم به شرکت در آزمون سراسری، و کسب مدرک پیش دانشگاهی هستند، تعداد واحدهای درسی دوره کاردانی ناپیوسته به‌طور متوسط ۸۲ تا ۹۵ واحد درسی می‌باشد. طول دوره کاردانی ناپیوسته دو و نیم الی سه سال می‌باشد و در مقایسه با کاردانی پیوسته، یک یا دو ترم تحصیلی بیشتر دارد.